# Sloveens voetbalelftal in 1991
Het Sloveens voetbalelftal speelde één officieuze interland in het jaar 1991. Het duel betrof een vriendschappelijke interland tegen de eveneens naar onafhankelijkheid strevende Joegoslavische buurdeelrepubliek Kroatië. Beide landen waren op het moment van spelen (19 juni) nog geen lid van de wereldvoetbalbond FIFA. De wedstrijd werd gespeeld in het Stadion Fazanerija in Murska Sobota en met 1-0 gewonnen door de Kroaten dankzij een doelpunt in de 65ste minuut van Fabijan Komljenović. Minder dan twaalf maanden later, op 3 juni 1992, volgde de eerste officiële interland voor Slovenië. Tegenstander was Estland. Slovenië stond in 1991 onder leiding van bondscoach Bojan Prašnikar.

## Balans
| Wedstrijden | Wedstrijden | Wedstrijden | Wedstrijden | Doelpunten | Doelpunten | Doelpunten | Punten |
| Gespeeld    | Winst       | Gelijk      | Verlies     | Voor       | Tegen      | Saldo      | Punten |
| ----------- | ----------- | ----------- | ----------- | ---------- | ---------- | ---------- | ------ |
| 1           | 0           | 0           | 1           | 0          | 1          | –1         | 0.000  |

## Interlands
|                                                             |          |                         |         |                                                                                        |
| 19 juni Vriendschappelijk Officieus duel «onderlinge duels» | Slovenië | 0 – 1                   | Kroatië | Stadion Fazanerija, Murska Sobota Toeschouwers: 4.000 Scheidsrechter: Igor Bučar (SLO) |
| 19 juni Vriendschappelijk Officieus duel «onderlinge duels» |          | 65' Fabijan Komljenović |         | Stadion Fazanerija, Murska Sobota Toeschouwers: 4.000 Scheidsrechter: Igor Bučar (SLO) |

## Statistieken
| Marko Simeunovič | 1967-12-06 | Olimpija Ljubljana | 1 | 0 | 0 | 0 | 0 |
| Verdediging      |            |                    |   |   |   |   |   |
| Samir Zulič      | 1966-01-08 | Olimpija Ljubljana | 1 | 0 | 0 | 0 | 0 |
| Robert Englaro   | 1969-08-28 | Olimpija Ljubljana | 1 | 0 | 0 | 0 | 0 |
| Marinko Galič    | 1970-04-22 | NK Koper           | 1 | 0 | 0 | 0 | 0 |
| Matjaž Jančič    | 1967-10-22 | NK Beltinci        | 1 | 0 | 0 | 0 | 0 |
| Džoni Novak      | 1969-09-04 | Partizan Belgrado  | 1 | 0 | 0 | 0 | 0 |
| Tomaž Lorger     | 1969-03-07 | Olimpija Ljubljana | 0 | 1 | 0 | 0 | 0 |
| Middenveld       |            |                    |   |   |   |   |   |
| Aleš Čeh         | 1968-04-07 | Olimpija Ljubljana | 1 | 0 | 0 | 0 | 0 |
| Alfred Jermaniš  | 1967-01-21 | Olimpija Ljubljana | 1 | 0 | 0 | 0 | 0 |
| Janez Pate       | 1965-06-10 | Olimpija Ljubljana | 1 | 0 | 0 | 0 | 0 |
| Gregor Židan     | 1965-10-05 | HAŠK Gradjanski    | 1 | 0 | 0 | 0 | 0 |
| Matej Vidovič    | 1971-04-18 | NK Domžale         | 0 | 1 | 0 | 0 | 0 |
| Aanval           |            |                    |   |   |   |   |   |
| Primož Gliha     | 1967-10-08 | NK Krka            | 1 | 0 | 0 | 0 | 0 |
| Matjaž Cvikl     | 1967-01-13 | NK Rudar Velenje   | 0 | 1 | 0 | 0 | 0 |

NZS · A-internationals · Bondscoaches · Selecties · Statistieken · Sloveens vrouwenelftal · Olympisch elftal · Slovenië U21 · Slovenië U20 · Slovenië U19 · Slovenië U18 · Slovenië U17 · Slovenië U16
1991 – 1999 ·
2000 – 2009 ·
2010 – 2019 ·
2020 − 2029
EK's: 1996 · 
2000 · 
2004 · 
2008 · 
2012 · 
2016 · 
2020 · 
2024
WK's: 1998 · 
2002 · 
2006 · 
2010 · 
2014 · 
2018 ·
2022
1991 · 
1992 · 
1993 · 
1994 · 
1995 · 
1996 · 
1997 · 
1998 · 
1999 · 
2000 · 
2001 · 
2002 · 
2003 · 
2004 · 
2005 · 
2006 · 
2007 · 
2008 · 
2009 · 
2010 · 
2011 · 
2012 · 
2013 · 
2014 · 
2015 · 
2016 · 
2017 · 
2018 ·
2019 ·
2020 ·
2021 ·
2022 ·
2023 ·
2024
Albanië ·
Algerije ·
Argentinië ·
Armenië ·
Australië ·
Azerbeidzjan ·
België ·
Bosnië en Herzegovina ·
Bulgarije ·
Canada ·
China ·
Colombia ·
Cyprus ·
Denemarken ·
Duitsland ·
Engeland ·
Estland ·
Faeröer ·
 Finland ·
Frankrijk ·
Georgië ·
Ghana ·
Gibraltar ·
Griekenland ·
Honduras ·
Hongarije ·
IJsland ·
Israël ·
Italië ·
Ivoorkust ·
Joegoslavië ·
Kazachstan ·
Kosovo ·
Kroatië ·
Letland ·
Litouwen ·
Luxemburg ·
Malta ·
Mexico ·
Moldavië ·
Montenegro ·
Nederland ·
Nieuw-Zeeland ·
Noord-Ierland ·
Noord-Macedonië ·
Noorwegen ·
Oekraïne ·
Oman ·
Oostenrijk ·
Paraguay ·
Polen ·
Portugal ·
Qatar ·
Roemenië ·
Rusland ·
San Marino ·
Saoedi-Arabië ·
Schotland ·
Servië ·
Servië en Montenegro ·
Slowakije ·
Spanje ·
Trinidad en Tobago ·
Tsjechië ·
Tunesië ·
Turkije · 
Uruguay ·
Verenigde Arabische Emiraten ·
Verenigde Staten ·
Wales ·
Wit-Rusland ·
Zuid-Afrika ·
Zweden ·
Zwitserland
Algerije (2010) · 
Engeland (2010) · 
Paraguay (2002) · 
Spanje (2002) · 
Verenigde Staten (2010) · 
Zuid-Afrika (2002)